# صاریغ باریک‌اندام گواهیبا
صاریغ باریک‌اندام گواهیبا (نام علمی: Cryptonanus guahybae) نام یک گونه از سرده نهان‌کوتوله‌ها است.